# 윌 라이트
윌 라이트(영어: William Ralph "Will" Wright, 1960년 1월 20일 ~ )는 미국의 게임 디자이너이자, EA의 자회사인 맥시스의 공동 창업자이다. 2009년 4월을 기점으로 EA를 떠나 게임, 영화, TV 프로그램, 인터넷, 장난감 등 새로운 IP(지적재산권)를 개발하는 ‘스투피드 펀 클럽(Stupid Fun Club)’을 설립했다 현재 TV 쇼 <바 카르마>를 제작중이다.
라이트가 디자인한 첫 컴퓨터 게임은 1984년에 출시된 《헬기 대작전》이지만, 명성을 얻기 시작한 것은 제프 브라운과 맥시스를 창업하고난 뒤 출시한 《심시티》 부터였다. 이후 그는 《심어스》와 《심앤트》 등 다양한 시뮬레이션 타이틀을 개발한다.
라이트에게 가장 큰 성공을 가져다 준 것은 심즈 시리즈로, 2009년을 기해 PC 게임 역사상 가장 많이 팔린 시리즈이다. 그의 최신작은 2008년 9월에 출시된 《스포어》로, 진화와 과학 문명의 발전을 바탕으로 한 게임플레이가 특징이다.

## 윌 라이트가 개발한 게임들
- Raid on Bungeling Bay
- 심시티 시리즈 : 심시티 (1989), 심시티 2000 (1993), 심시티 3000 (1999) (윌 라이트는 심시티 4 (2003) 나 심시티 소사이어티 (2007)의 개발에는 참여하지 않았다.)
- 심어스
- SimLife
- 심콥터
- SimAnt
- 심즈 (윌 라이트는 심즈 2의 개발에는 거의 참여하지 않았으며, 심즈 3의 개발에 참여하지 않았다.)
- 스포어